# Roger Lloyd-Pack

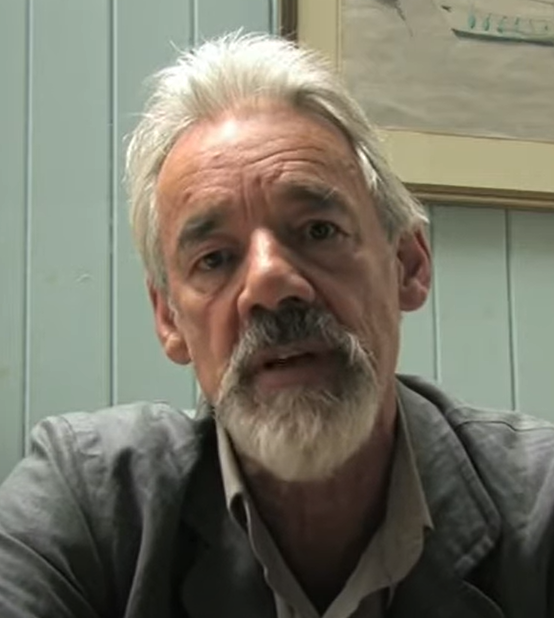
Roger Lloyd-Pack, 2011

Roger Lloyd-Pack (* 8. Februar 1944 in London; † 16. Januar 2014 ebenda) war ein britischer Schauspieler.

## Leben
Lloyd-Pack wurde in London als Sohn von Elizabeth Ulrike Pulay und Charles Lloyd Pack geboren. Seine Mutter – eine aus Wien geflüchtete jüdische Österreicherin – arbeitete als Reisekauffrau, sein Vater war als Schauspieler tätig. Seine Schulzeit schloss Roger erfolgreich mit drei A-Levels in den Sprachen Englisch, Französisch und Latein ab. Danach absolvierte er an der Royal Academy of Dramatic Art eine Ausbildung zum Schauspieler.
Gegen Ende der 1960er-Jahre übernahm Lloyd-Pack erste Film- und Fernsehrollen. Im britischen Fernsehen spielte er in einem Zeitraum von 1981 bis 2003 die Rolle des Straßenfegers Colin „Trigger“ Ball in der Sitcom Only Fools and Horses, die zu den berühmtesten Serien der britischen Fernsehgeschichte zählt und Lloyd-Pack einen entsprechenden Bekanntheitsgrad in seinem Heimatland verschaffte. Bekannt war er dort auch für die Mitwirkung an der ebenfalls populären Sitcom The Vicar of Dibley, in der er von 1994 bis 2003 den Farmer Owen Newitt verkörperte. In der Miniserie Hitler zu verkaufen, die sich an die Skandale um die Hitler-Tagebücher anlehnt, war Lloyd Pack als britischer Geschichtsrevisionist David Irving zu sehen. In der Folge The Return of Mr. Bean aus der Comedyserie Mr. Bean agiert Lloyd Pack in einem Sketch als Kellner, der Mr. Bean bedient.
Lloyd Pack trat seit den späten 1960er-Jahren in teilweise sehr bekannten Kinofilmen wie Anatevka, 1984, Der Koch, der Dieb, seine Frau und ihr Liebhaber und Interview mit einem Vampir auf. Dabei blieb er aber Nebendarsteller und wurde nie ein Kinostar. Internationale Bekanntheit erlangte Lloyd Pack vor allem durch seine Darstellung des Ministeriumsbeamten Barty Crouch senior in Harry Potter und der Feuerkelch von 2005, dem vierten Teil der Harry-Potter-Filmreihe. Im selben Jahr war er auch in der Serie Doc Martin zu sehen, in der er einen intriganten Farmer verkörperte, sowie 2006 in zwei Folgen der Kultserie Doctor Who. 2011 agierte er in dem Spionagefilm Dame, König, As, Spion als pensionierter Polizeibeamter Mendel. Insgesamt umfasst das filmische Schaffen von Lloyd-Peck von 1967 bis in sein Todesjahr mehr als 110 Film- und Fernsehproduktionen.
Abseits seiner Film- und Fernsehrollen war Lloyd-Pack ein angesehener Bühnenschauspieler, der unter anderem zeitweise bei der Royal Shakespeare Company und am National Theatre auftrat.
Lloyd-Pack war zweimal verheiratet. Seine Tochter Emily Lloyd ist ebenfalls als Schauspielerin tätig, zudem war er Vater von drei Söhnen. Er wohnte zuletzt im Nordwesten Londons und war ein Fan des Tanz-Stils Lindy Hop und des Fußballvereins Tottenham Hotspur. Lloyd-Pack starb im Januar 2014, wenige Wochen vor seinem 70. Geburtstag, in seinem Londoner Zuhause an Bauchspeicheldrüsenkrebs.

## Filmografie (Auswahl)
- 1967: Nummer 6 (The Prisoner, Fernsehserie, 1 Folge)
- 1968: Teuflische Spiele (The Magus)
- 1968: Die Frau aus dem Nichts (Secret Ceremony)
- 1969: Rekruten im Todesdschungel (The Virgin Soldiers)
- 1969: Hamlet
- 1970: Im Visier des Falken (Figures in a Landscape)
- 1971: Der Mittler (The Go-Between)
- 1971: Die Fratze (Fright)
- 1971: Anatevka (Fiddler on the Roof)
- 1972: Jason King (Fernsehserie, 1 Folge)
- 1972: Spyder’s Web (Fernsehserie, 11 Folgen)
- 1972–1973: Kein Pardon für Schutzengel (The Protectors, Fernsehserie, 2 Folgen)
- 1975: Wie man sein Leben lebt (The Naked Civil Servant, Fernsehfilm)
- 1978: Die Profis (The Professionals, Fernsehserie, Folge Ramos)
- 1978: Will Shakespeare – Sein Leben in London (Will Shakespeare, Miniserie, 6 Folgen)
- 1979: Gurdjieff – Begegnungen mit bemerkenswerten Menschen (Meetings with Remarkable Men)
- 1979: Explosion in Cuba (Cuba)
- 1980: Blutige Streiche (Bloody Kids, Fernsehfilm)
- 1981–2003: Only Fools and Horses (Fernsehserie, 39 Folgen)
- 1984: 1984 (Nineteen Eighty-Four)
- 1987: Inspektor Morse, Mordkommission Oxford (Inspector Morse, Fernsehserie, 1 Folge)
- 1987: Das stürmische Leben des Joe Orton (Prick Up Your Ears)
- 1989: Der Koch, der Dieb, seine Frau und ihr Liebhaber (The Cook, the Thief, His Wife & Her Lover)
- 1989: Puppenmord (Wilt)
- 1990: Mr. Bean (Fernsehserie, Folge The Return of Mr. Bean)
- 1991: Amerikanische Freundinnen (American Friends)
- 1991: Object of Beauty (The Object of Beauty)
- 1991: Hitler zu verkaufen (Selling Hitler, Miniserie, 2 Folgen)
- 1991: Der große Reibach 2 (The Gravy Train Goes East, Miniserie, 4 Folgen)
- 1991–2002: The Bill (Fernsehserie, 7 Folgen)
- 1993: Der Prozeß (The Trial)
- 1993–1995: Inside Victor Lewis-Smith (Fernsehserie, 8 Folgen)
- 1993–1995: Health and Efficiency (Fernsehserie, 12 Folgen)
- 1994: Prinzessin Caraboo (Princess Caraboo)
- 1994: Interview mit einem Vampir (Interview with the Vampire: The Vampire Chronicles)
- 1994–2013: The Vicar of Dibley (Fernsehserie, 25 Folgen)
- 1995: Das Handbuch des jungen Giftmischers (The Young Poisoner’s Handbook)
- 1996: Hollow Reed – Lautlose Schreie (Hollow Reed)
- 1997: The Fetish Club – Preaching to the Perverted (Preaching to the Perverted)
- 1998: Mit Schirm, Charme und Melone (The Avengers)
- 2000: Longitude – Der Längengrad (Longitude, Miniserie)
- 2004: Vanity Fair – Jahrmarkt der Eitelkeit (Vanity Fair)
- 2005: Harry Potter und der Feuerkelch (Harry Potter and the Goblet of Fire)
- 2005: Doc Martin (Fernsehserie, 1 Folge)
- 2005: Agatha Christie’s Poirot – Der blaue Express (Agatha Christie’s Poirot: The Mystery of the Blue Train, Fernsehreihe)
- 2006: The Living and the Dead
- 2006: Doctor Who (Fernsehserie, 2 Folgen)
- 2008: New Tricks – Die Krimispezialisten (New Tricks, Fernsehserie, 1 Folge)
- 2009–2010: The Old Guys (Fernsehserie, 12 Folgen)
- 2010: We Want Sex (Made in Dagenham)
- 2011: Hustle – Unehrlich währt am längsten (Hustle, Fernsehserie, 1 Folge)
- 2011: Dame, König, As, Spion (Tinker Tailor Soldier Spy)
- 2012: In Love with Alma Cogan
- 2012: Die Borgias (The Borgias, Fernsehserie, 6 Folgen)
- 2012: George Gently – Der Unbestechliche (Inspector George Gently, Fernsehserie, 1 Folge)
- 2014: Law & Order: UK (Fernsehserie, Folge I Predict a Riot)